# 魯迅
魯 迅（ろ じん、ルー・シュン、繁体字: 魯 迅; 簡体字: 鲁 迅; 拼音: Lǔ Xùn; ウェード式: Lu Hsün 1881年9月25日〈光緒7年8月初3日〉 - 1936年〈民国25年〉10月19日）は、中国の小説家、翻訳家、思想家である。本名は周 樹人（しゅう じゅじん、チョウ・シューレン、繁体字: 周樹人; 簡体字: 周树人; 拼音: Zhōu Shùrén; ウェード式: Chou Shu-jen）。最初の名は樟寿。字は豫才。原音に近い「ルー・シュン」の表記も使われる。
浙江省紹興府の士大夫の家系に生まれた。父は周鳳儀（しゅう ほうぎ）、母は魯瑞（ろ ずい）、弟に文学者・日本文化研究者の周作人（しゅう さくじん、1885年-1967年）、生物学者の周建人（しゅう けんじん、1888年-1984年）がいる。中国で最も早く西洋の技法を用いて小説を書いた作家である。その作品は、中国だけでなく、東アジアでも広く愛読されている。日本でも中学校用のすべての国語教科書に彼の作品である「故郷」が収録されている。

## 生誕から日本留学時代まで
1881年に誕生。幼い時は裕福な家庭だったが祖父の獄死が原因で家が没落、学問を尊ぶ伝統を残している家の長男。17歳で南京にあった理系の学校に入学、4年間を過ごす。その間、厳復が訳した『天演論』などを読み、新しい思想にふれる。1902年、国費留学生として日本に留学した。医学を専攻したが、同時に西洋の文学や哲学にも心惹かれた。ニーチェ、ダーウィンのみならず、ゴーゴリ、チェーホフ、アンドレーエフによるなどロシアの小説を読み、後の生涯に決定的な影響を与えた。ヴェルヌの科学小説『月界旅行』、『地底旅行』の翻訳をする。1904年、仙台医学専門学校（現・東北大学医学部）の最初の中国人留学生として入学し、学校側も彼を無試験かつ学費免除と厚遇した。特に解剖学の藤野厳九郎教授は丁寧に指導した。しかし、彼は学業半ばで退学してしまう。当時、医学校では講義用の幻灯機で日露戦争（1904年から1905年）に関する時事的幻灯画を見せていた。このとき、母国の人々の屈辱的な姿を映し出したニュースの幻灯写真を見て、小説家を最終的な自分の職業として選択した。その幻灯写真には中国人がロシアのスパイとしてまさに打ち首にされようとしている映像が映し出されていた。そして屈辱を全く感じることなく、好奇心に満ちた表情でその出来事をただ眺めているだけの一団の中国人の姿があった。のちに、はじめての小説集である『吶喊』（1923年）の「自序」にこの事件について以下のように書いた。
魯迅が幻灯を見た建物「仙台医専六号教室」は、1904年に建設され、移築された後、2021年現在実在している。「魯迅の階段教室」には魯迅と藤野先生の写真が掲げられている。魯迅は「中央のブロック、前から3列目の真ん中あたりにいつも座っていた」とされ、江沢民総書記も着席した。
東北大学構内には東北大学史料館があり、魯迅記念展示室がある（但し、阿部兼也と竹内好によれば、ガラス絵で描かれたスライドに詳細に描かれることが考えにくいことを理由にフィクションである可能性があると指摘されている。更に、発見されたガラス絵の幻灯スライドには、スパイ行為により死刑執行された様子を映すものはなかった。一方で、申彦俊によるインタビューよると、映画館のニュース映画により銃殺された場面を見たことになっている。また、博文館発行の『日露戦争実記』[1905年12月13日号、最終号]では、「満州軍中露探の処刑」の写真があり、実際に旧日本軍によるロシアのスパイに対する斬首刑の執行がされている。）
その後、この時とばかり東京で雑誌の出版事業を始め、教訓的な内容の散文を文語体で書いた。それは中国人にダーウィンの進化論や英雄出現を求めるニーチェの哲学を啓蒙する狙いであった。これらの散文は、後に『墳』と名付けられた散文集に収められた。また、周作人が編集した2巻からなる『域外小説集』のために3編の外国小説（アンドレエフの2編とガーシンの1編）を翻訳した。しかし『域外小説集』の売れ行きは伸びず、各巻20冊ほどだったという。文学出版事業の失敗に落胆した彼は、1909年に帰国した。
7年間の日本留学の間、日本人の親友は一人もできなかった。辛うじてある教師（『藤野先生』）を尊敬しただけだった。帰国後も、民族や国家の大原則にかかわる問題が生じた際には、必ず中国側に立ったと孫利川は述べている。
神奈川県鎌倉市にある円覚寺の塔頭「佛日庵」には、1933年（昭和8年）に魯迅より寄贈されたというハクモクレンとタイサンボクの木がある。

## 北京時代
帰国後は、杭州と紹興の中学校教師として生物学の教師として過ごし、1912年中華民国政府が成立すると、教育部の事務官「僉事」の職位に就き北京に移り住んだ。北京での最初の数年間は、西洋美術・版画の啓蒙を推進した。依然として隠遁者を演じており、もっぱら中国文学の典籍研究に没頭することで忙しい日々を送っていた。袁世凱ら軍閥が主導権を争う混乱した政治状況に失望したからといわれる。しかし、彼の文学への野望は、文学革命によって再び蘇った。日本留学時代の友人であった銭玄同から要望され、雑誌『新青年』の1918年5月号に、小説『狂人日記』を発表した。『新青年』は、「民主と科学」をスローガンとして1915年に創刊され、文学革命の中核となった。魯迅は、この小説の中で、表では礼節を説く「儒教」が裏では生命の抑圧者として人を食ってきたことを指摘し、「真の人間」となることを説いたと井ノ口後掲書は指摘する。同書は続けて、「儒教」という暗黒の伝統社会とその一員である自己を否定することで、未来の子供たちには自分たちがこれまで経験したことのない人間らしい生活を準備しようとする魯迅の精神と彼の進化論が横たわっているとする。
翌1919年には、『孔乙己』と『薬』の2つの小説を寄稿した。『狂人日記』がその一人称を用いた文体と食人批判という内容が社会に衝撃を与えたが、口語文としての技法や物語構成において未熟だったのに対して、『孔乙己』と『薬』は、文体・構成とも優れており、魯迅の作家としての実質的なデビューは『孔乙己』と『薬』であると後掲藤井書は指摘する。作家魯迅の最も優れた小説は、第1集の『吶喊』と第2集の『彷徨』に含まれている。散文詩集『野草』とあわせて、これらの作品は、彼の創作力が最も充実していた北京在住時代に書かれている。また彼は、中国語の小説では一般的でなかった語りのモデルを、自作において様々に試みている。代表作『阿Q正伝』（1921年）では章回小説のスタイルを一見踏襲しながら、国民性の中に潜む卑怯や惰弱、軽率を阿Qという形象に結晶させ、また、『孔乙己』（1919年）、『傷逝』（1925年）では物語る主体である「私」の物語内容に対する認識や責任のあり方を問い、物語を聞く読者（知識人層）にも同じ問いを突き付けた。1920年秋から1926年夏まで、北京大学ついで北京女子師範学校の講師をつとめ、中国小説史を講じる一方、『祝福』をはじめとする短編小説や散文詩を執筆発表した。しかし、1925年には北京女子師範大学で学園紛争が起こり、学生処分に反対する魯迅は処分派の論者と大論争を展開、これを機に彼は雑文（論争文）に力を注ぐようになる。1926年3月、日本の内政干渉に強硬な態度を採るよう政府に求めよと抗議する学生・市民に対し、軍隊が発砲して47名が死亡する「3.18事件」が起きると、魯迅は政府を激しく批判した。これに対し軍閥政府は魯迅を含め50数名を指名手配者としてリストアップした。彼は、日本人やドイツ人が経営する病院に潜伏を余儀なくされた。
避難生活は5月には終わるが、その年8月北京を離れ、福建省にある厦門大学の中国文学の教授として迎えられた。しかし、当時人口が11万7000人足らずの厦門は、魯迅にとって居心地の良いものでなく、翌1927年1月には、北京女子師範大学の教え子であった許広平のいる広州に移り、中山大学文学系の主任兼教務主任の職に就いた。広東省の省都である広州の当時の人口は81万人、中国5番目の大きさの都市であった。中山大学助手となった許と、郊外の新築マンションで別室ながらも同じユニットに住み始めた。ただし、この町でも反共クーデターが起こり、多くの学生達が逮捕され、虐殺されてゆく中、精一杯の抗議として、中山大学の職を辞した。

## 上海時代
1927年、許とともに密かに汽船で広州を脱出し、10月3日上海に着いた。1929年9月には、長男が生まれ、彼は「上海で生まれた嬰児」という意味で、「海嬰」と名付けている。1930年代の魯迅は、国民政府によって、その作品をしばしば発禁処分にされた反体制文学者であった。しかし当の魯迅は、許広平と上海郊外のおしゃれなマンションで同棲し、子供が生まれると一家で毎週のようにハイヤーで上海都心の映画館へ通い、当時はやりのハリウッド映画を多くみている。1930年代上海では、近代的市民社会が形成されつつあったことがうかがえる。同時に上海では、新聞発行部数の急増が物語るように大衆文化が萌芽期を迎えていた。上海メディアは文化情報ばかりではなく、センセーショナルな話題も提供して、多くの読者を獲得しようとした。そのため魯迅の私生活もゴシップとして報じられている。妻を北京の母の下に置いて、17歳年下の教え子（許広平）と同棲する魯迅像が、国民党系メディアによって流された。
その一方で、外国美術に関する旺盛な翻訳、復刻、評論活動も始めている。幼年期から美術に深い関心を寄せてきた彼であったが、上海移住後は内山書店を通じて日本や欧米の美術書の入手が容易になったためである。同時に木版芸術の「民衆性」にも着目するようになった。廉価な費用により一枚の版木から100枚以上の絵を刷りだすことができる版画は民衆のためのすぐれた芸術手段であり、革命の武器ともなりうると考えた。さらに、文学者としては国民党独裁体制を厳しく批判し続けた。魯迅は、1936年10月19日上海にて、国防文学論戦のさなか、持病の喘息の発作で急逝する。魯迅逝去のニュースは全中国へ直ちに報じられ、その日のうちに孫文未亡人である宋慶齢の参加を得て葬儀委員会の名簿が作成されている。当初は、蔡元培、宋慶齢、毛沢東、内山完造、アグネス・スメドレー、茅盾ら9名の名が挙げられ、のちに周作人が加わって総勢13名となった。10月22日武装警察が出動するなか、巴金、胡風らの青年作家が出棺に際し棺を担ぎ、万国公墓に葬った。中華人民共和国建国後の1956年には魯迅旧居近くの虹口公園（現在の魯迅公園）に改葬されている。

## 魯迅の生涯
魯迅は生涯において小説集3冊、雑文集17冊、散文詩集1冊、回想記1冊を刊行したほか、『中国小説史略』をはじめとする研究書や論文、さらに膨大な翻訳を残した。このなかで圧倒的な量にのぼるのは雑文集である。とくに、1927年から始まり1936年に病没するまでの上海時代は、彼は教職に就かず、フリーの文学者・思想家・論争家として生きた。毒舌的なレトリックを駆使した雑文を矢継ぎ早に発表し、多岐にわたる論敵に厳しい攻撃を加え続けた。古典文学者あるいは小説家として大成する途を棄て、論争の現場に身をさらしながら、転換期を闘い抜いた。

## 魯迅と漢字
魯迅は、中国の近代文学の元祖であり、同時に国民精神の改造を生涯の課題とした作家である。漢字（当時の漢字は主に康熙字典体である）に対して、「漢字が滅びなければ、中国が必ず滅びる」と断言し、以下のように述べている。

## 中国共産党と魯迅

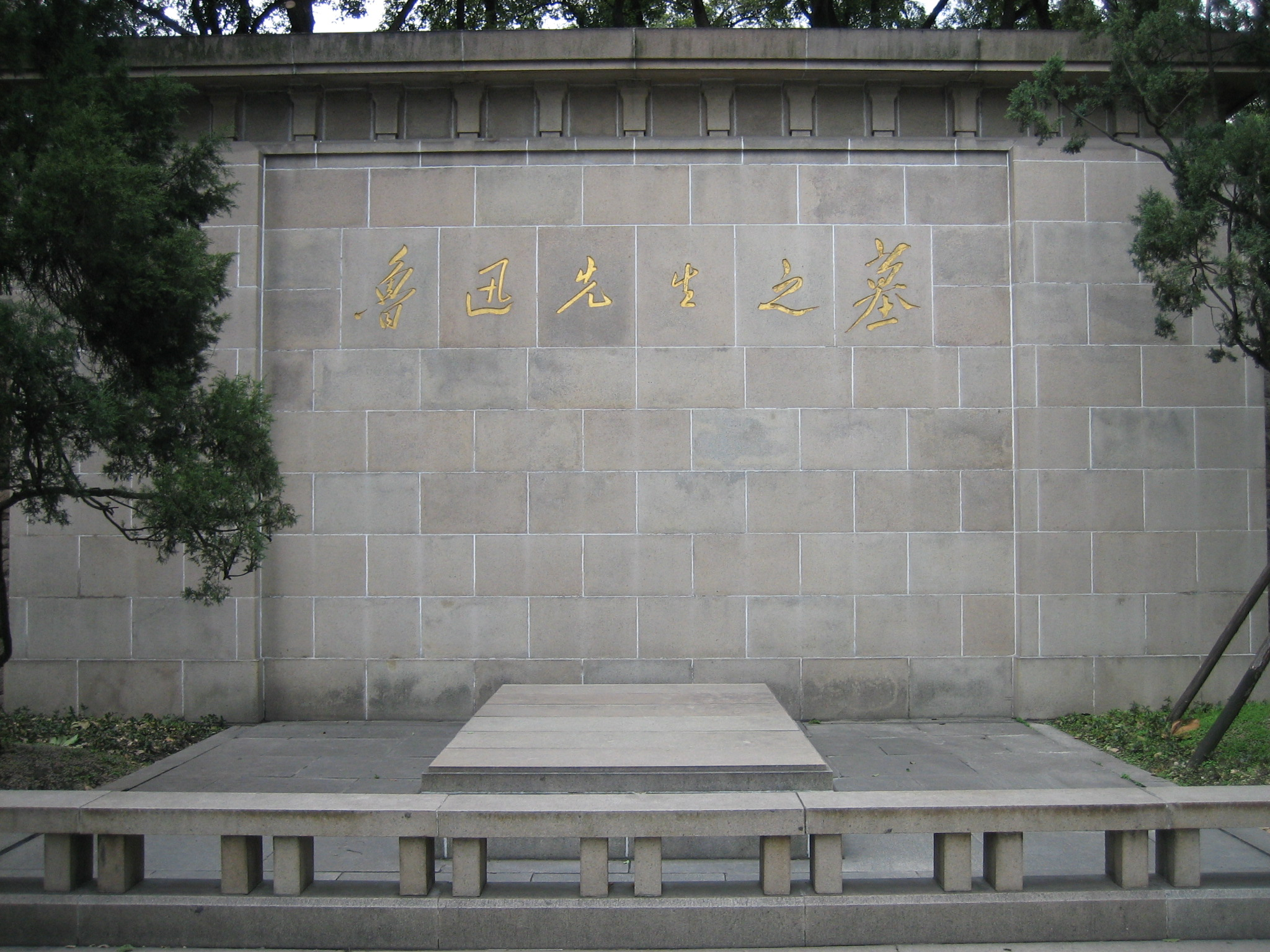
魯迅墓（上海市）

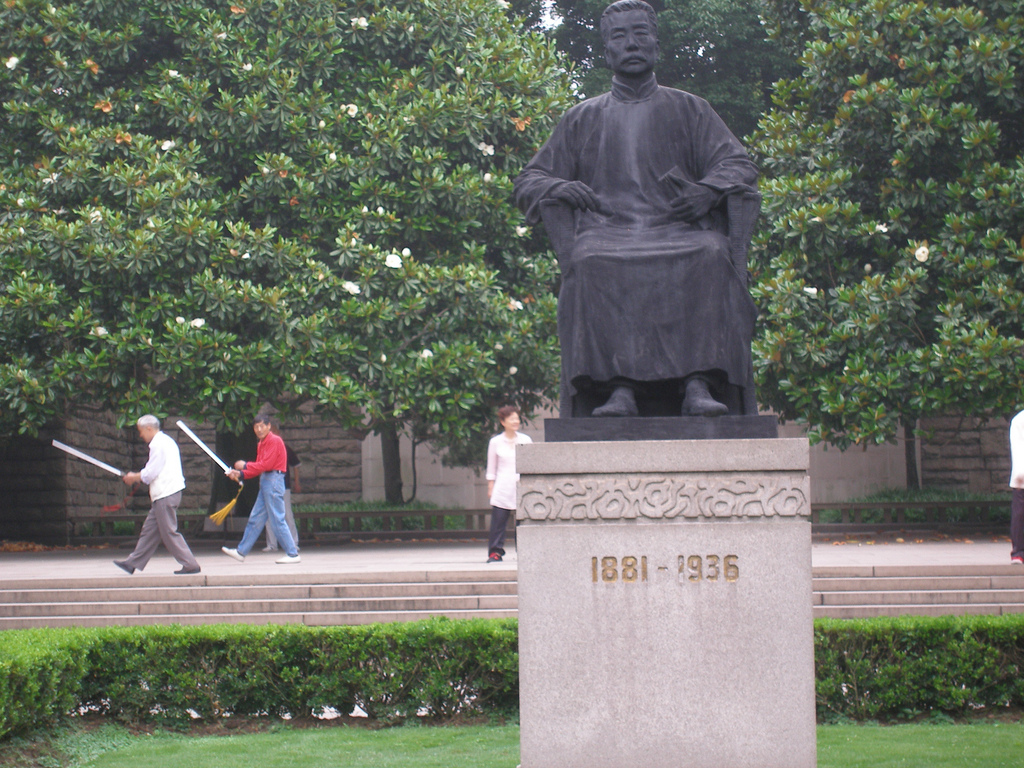
魯迅像（魯迅公園・上海市）

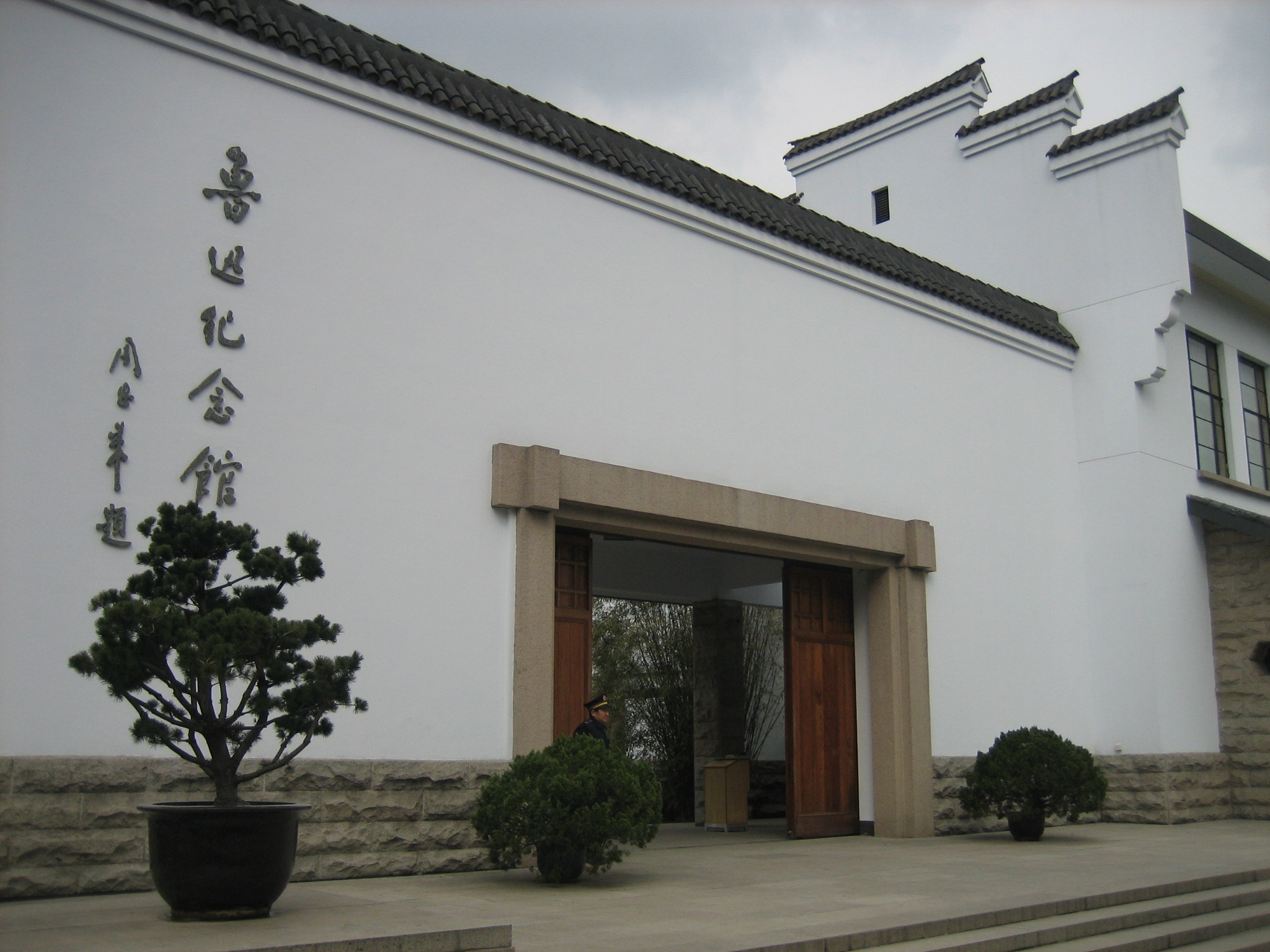
魯迅紀念館（上海市）

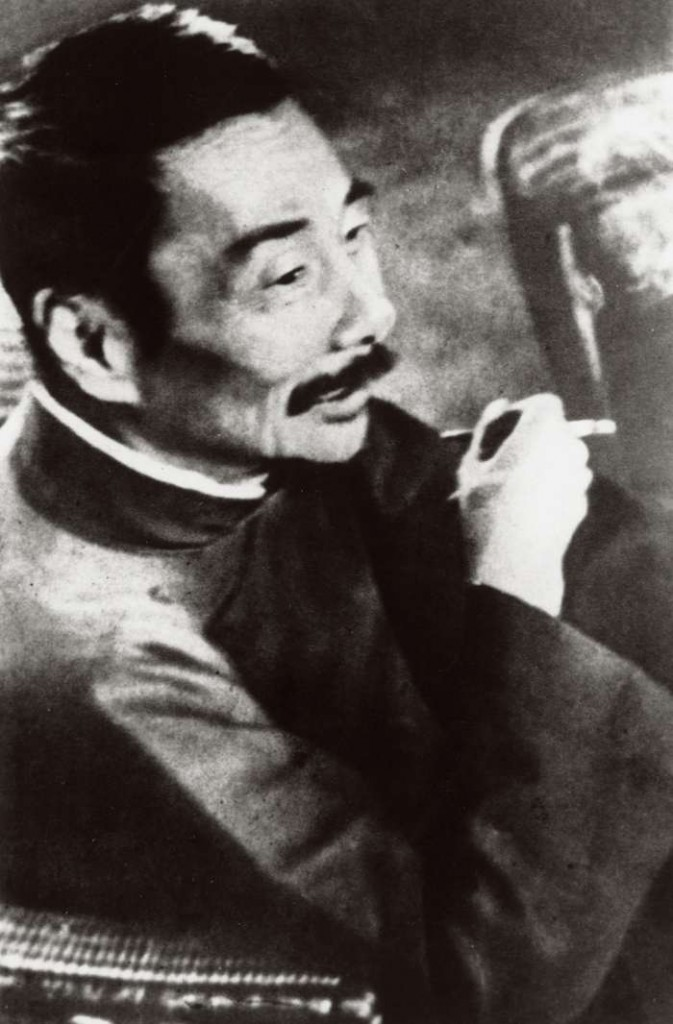
1936年撮影

魯迅の人生の最後の6年間は、左派的な理念によって育まれた多くの人にとって突出した文化的英雄であった。彼の死後、ほどなくして20巻からなる『魯迅全集』が出版されたが、これは現代中国文学界における空前の出来事であった。中国現代作家の中で、このような栄誉に浴したのは魯迅以外にはいない。このような栄誉は、中国共産党により作り出されたものである。国民党との奪権闘争を通じて、かれは中国共産党にとって人民に愛される反政府的な愛国主義を宣伝する代弁者として非常に利用価値の高い存在だったからである。毛沢東は、国防文学論戦ですでに魯迅を盾にして、党内の敵対派閥を叩くという巧みな戦術を展開していたが、魯迅の死後には、中国共産党統治の正統性を宣伝するために徹底的に魯迅を利用していった。日中戦争開始直後の1937年10月、共産党中央と中国紅軍総司令部が置かれていた延安では、魯迅逝世1周年を記念する集会が開かれ、毛沢東が「魯迅の中国における価値は、わたしの考えでは、中国の第一等の聖人とみなされなければならない」と講演した。民国期の言論界で、欧米・日本の帝国主義国に対し抵抗しつつ、その近代文化を主体的に受容しようとした点、および左翼文壇の旗手としての国民党批判者としての「戦歴」により、魯迅は中国革命の聖人へと祭り上げられた。

## 作品原題一覧
- 熱風
- 故郷
- 華蓋集
- 華蓋集続編
- 墳
- 而已集
- 三閑集
- 二心集
- 偽自由書
- 南腔北調集
- 准風月談
- 花辺文学
- 且介亭雑文
- 且介亭雑文二集
- 且介亭雑文末編
- 集外集
- 集外集拾遺
- 集外集拾遺補編

小説
- 『懐旧』吶喊 -『狂人日記』、『孔乙己』、『故郷』、『阿Q正伝』等、北京時代の小説を収める。
- 彷徨
- 故事新編
- 朝花夕拾
- 野草　　平凡社東洋文庫に全釈

書簡・評論
- 両地書 　2つの土地の間を往復した書簡という意味の書簡集で、北京時代の魯迅と北京女子師範大学宿舎に住む許広平の間（その間2キロ足らず）で交わされた書簡をまとめたもの[37]
- 中国小説史略 　平凡社東洋文庫（全2巻）で新訳

## 日本語作品集
- 『魯迅美術論集』　全2巻、張望編、小野田耕三郎訳、未來社
- 『魯迅文集』　全6巻（代表作品集）　竹内好訳、筑摩書房、新版ちくま文庫
- 『魯迅全集』　全20巻（相浦 杲 ほか 編集）1989年、学研
- 『魯迅選集』　全13巻、岩波書店　新書版で訳文は古い

## 魯迅と仙台

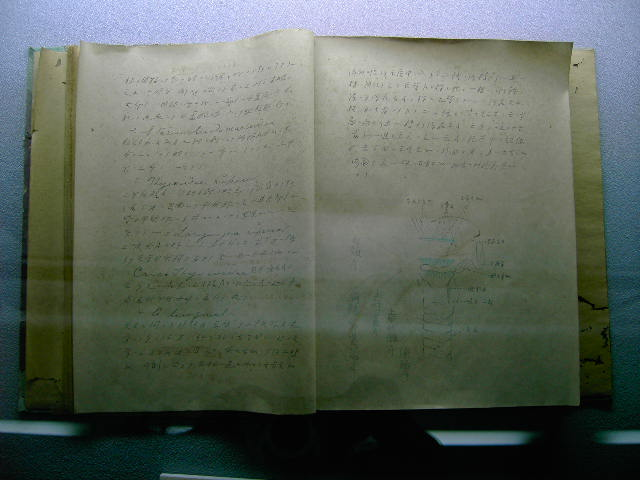
魯迅の留学時代の解剖学ノート。藤野厳九郎の添削が書き込まれてある

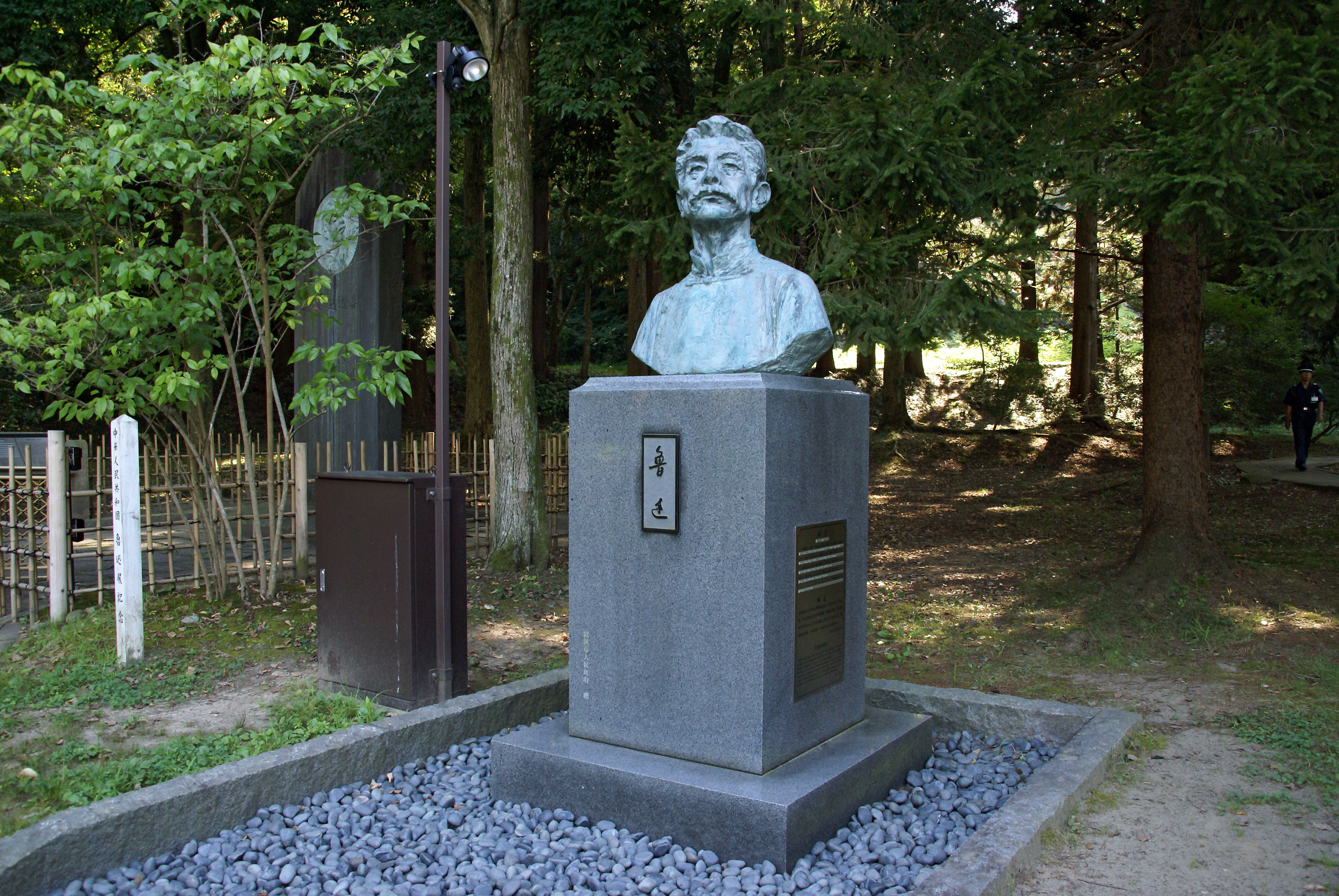
紹興市から仙台市に送られた魯迅像（仙台市博物館）

仙台医専時代の魯迅を描いた作品に太宰治の『惜別』がある。この「惜別」ということばは、仙台医専時代に、魯迅に個別添削を授けるなど何かと気を配っていた恩師、藤野厳九郎が最後に魯迅に渡した写真の裏に書いたことば。福井県 あわら温泉駅の西側の藤野厳九郎記念館に写真や魯迅のノートの複製などがある。その藤野との関係は、小説『藤野先生』に以下のように描かれている。

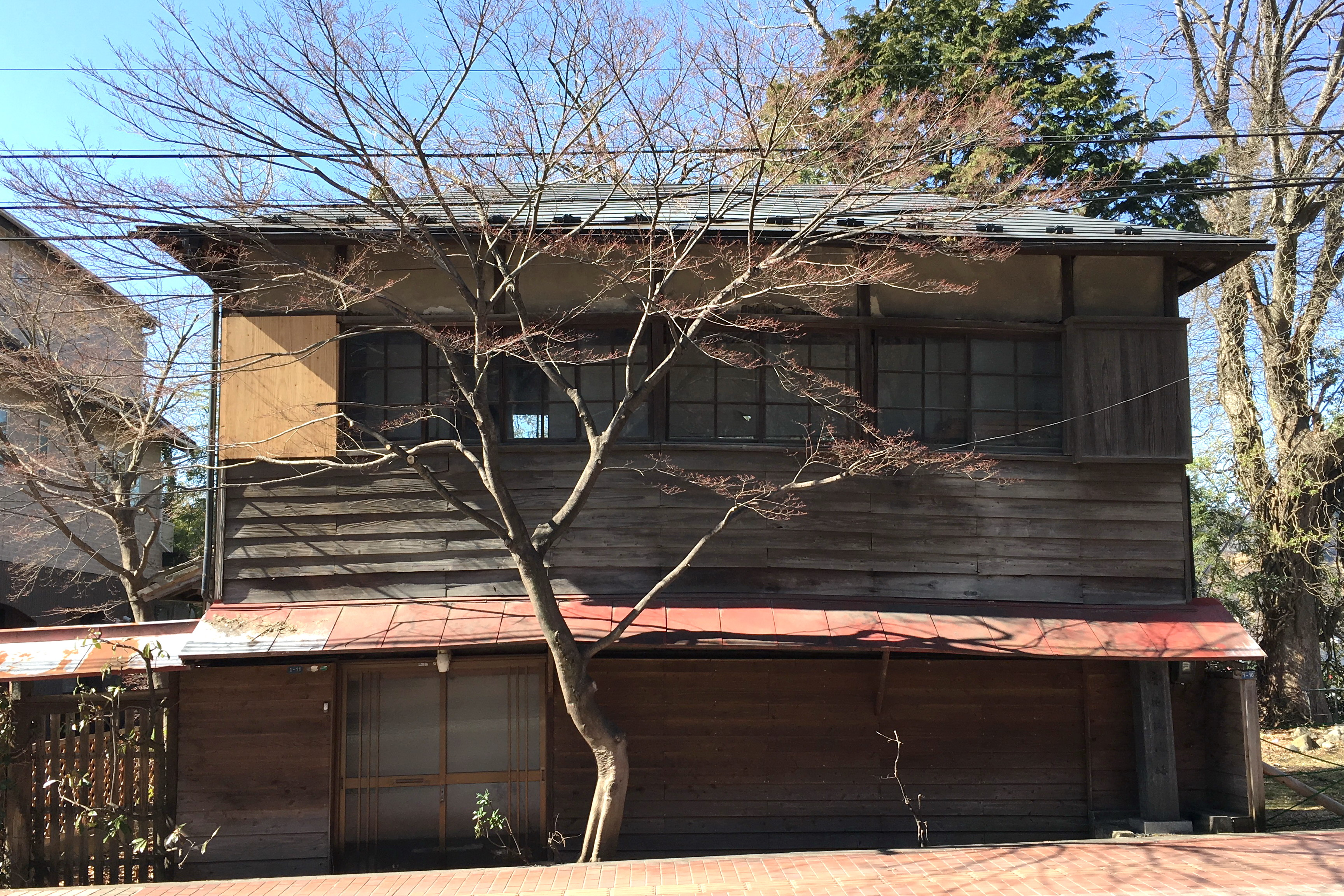
仙台医専時代の魯迅旧居跡（解体前の2018年に撮影）

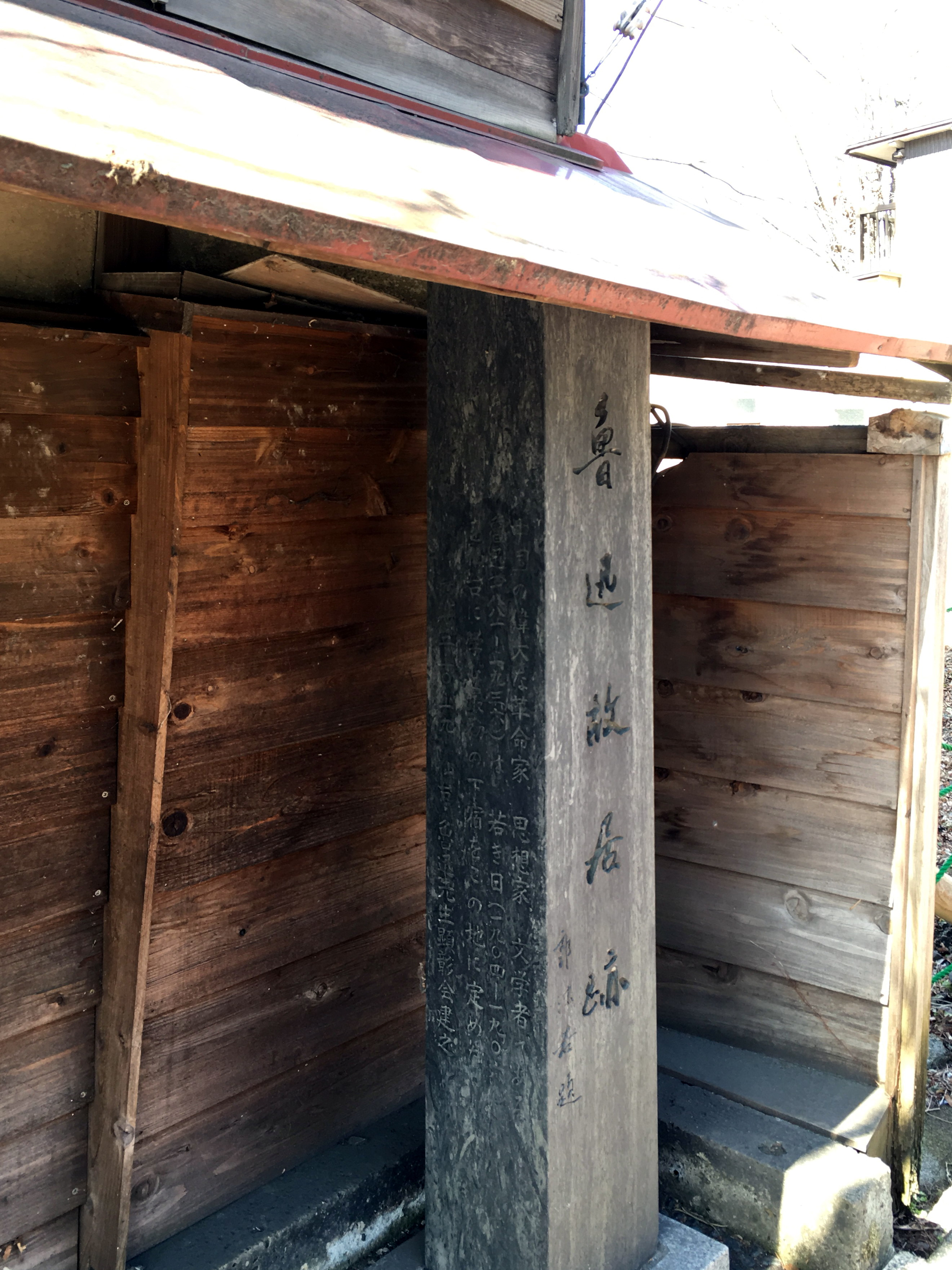
仙台医専時代の魯迅旧居跡碑（解体前の2018年に撮影）

魯迅は、1904年（明治37年）9月から1906年（明治39年）3月までの約1年半しか仙台にいなかったが、仙台市や東北大学では、様々な面で魯迅を通じた交流を中国と行っている。中国人にとっては、東北大学・片平キャンパスにある（旧）仙台医専の「階段教室」がよく知られており、1998年（平成10年）11月29日には江沢民・中国共産党中央委員会総書記も訪問している。訪問した中国人は、魯迅がいつも座っていたとされる同教室の中央帯、前から3番目の右端近くでの記念撮影をしている。その他、同キャンパス内に「魯迅先生像」（1992年10月19日設置）、仙台城三の丸の仙台市博物館敷地内に「魯迅の碑」（1960年12月設置）と「魯迅像」（2001年設置）がある。また、「魯迅旧居」が片平キャンパス正門近くにあったが、2019年5月に解体され石碑のみが残る。
2004年（平成16年）、東北大学は、魯迅の留学100周年を記念して、同大に縁りのある中国要人に『東北大学魯迅賞』、同大大学院に在籍する優秀な中国からの留学生に『東北大学魯迅記念奨励賞』を贈った。ただし、諸事情により、翌年から各々『東北大学藤野先生賞』と『東北大学藤野記念奨励賞』に名称変更された。東北大学の創立100周年を記念して、魯迅と藤野厳九郎の胸像が仙台市内のキャンパスに設置された。また、2011年（平成23年）7月19日、東北大学史料館に「魯迅記念展示室」が設置され、9月28日にオープニングセレモニーが実施された。
青葉区米ケ袋にある魯迅が下宿した「佐藤屋」の跡地には石碑が建てられる程度であったが、中国人の留学生や観光客が訪れることから、留学100周年となる2004年に歴史遺産として整備するため市が地権者から土地を取得する方針を表明、2019年5月に木造住宅を解体し、2022年3月に「米ケ袋一丁目公園」としてオープンした。